# A Vegetariana
A Vegetariana (hangul: 채식주의자; rr: Chaesikjuuija) é um romance da escritora sul-coreana Han Kang. O livro se divide em três atos e foi baseado no conto da autora de 1997, "The Fruit of My Woman". O enredo se passa em uma Seul moderna e conta a história de Yeonghye, uma artista gráfica de meio período e dona de casa, que depois de ter um pesadelo sobre a crueldade humana, decide parar radicalmente de consumir, cozinhar e servir carne, com consequências devastadoras em sua vida pessoal e familiar.
A Vegetariana foi primeiramente publicado na Coreia do Sul, no ano de 2007. No Brasil, foi publicado em 2013, pela editora Devir, com tradução direta do coreano por Yun Jung Im; e em 2018, pela editora Todavia, com tradução direta do coreano por Jae Hyung Woo.

## Enredo
A Vegetariana conta a história de Yeonghye, uma dona de casa que repentinamente decide parar de comer carne após uma série de sonhos envolvendo imagens de abate de animais. Essa abstenção a leva a se distanciar de sua família e da sociedade. A história é contada em três atos: "A Vegetariana", "A Mancha Mongólica" e "Árvores em Chamas". A primeira parte é narrada pelo marido de Yeonghye, em primeira pessoa. A segunda parte é narrada em terceira pessoa pelo olhar do cunhado de Yeonghye, e a terceira parte permanece em terceira pessoa, mas concentra-se em sua irmã, enquanto fala esporadicamente no presente.

### A Vegetariana
Cheong considera sua esposa uma pessoa normal e sem charmes, e optou por casar com Yeonghye por achar que seria uma esposa boa e obediente, que se encaixaria perfeitamente no tipo de estilo de vida que ele buscava. Após anos de um casamento relativamente normal, Cheong acorda e encontra sua esposa se desfazendo de todos os produtos de carne da casa. Ele exige uma explicação, e Yeonghye responde vagamente que ela havia tido um sonho. Cheong tenta racionalizar a decisão de sua esposa nos próximos meses, mas eventualmente liga para a família de Yeonghye, para uma intervenção. Durante um jantar em família, Yeonghye continua a se recusar a comer carne, quando seu pai, um veterano da guerra do Vietnã, lhe dá um tapa e a força a comer um pedaço de carne de porco. A mulher cospe o pedaço de carne, pega uma faca de frutas e corta o pulso. A incrédula família a leva às pressas para um hospital onde ela se recupera e onde Cheong admite para si mesmo que ela se tornou mentalmente instável. Ao fim desta parte, Yeonghye consegue sair do hospital e quando é localizada, ela revela um pássaro na palma da mão, que tem uma "mordida de predador" e pergunta se havia feito algo errado.

### A Mancha Mongólica
O marido da irmã de Yeonghye, é um videoartista e seu projeto atual consiste em um vídeo de uma cena amorosa entre duas pessoas, com seus corpos decorados por flores pintadas. Ao saber que Yeonghye possui uma mancha mongólica, ele fica obcecado com a ideia de vê-la e filmá-la, como uma das protagonistas de seu vídeo. Ele resolve visitá-la quando fica sabendo dos papéis de divórcio e se sente atraído ao encontrá-la nua em seu apartamento. Yeonghye concorda em ser sua modelo para o vídeo que está produzindo e ele pinta flores em seu corpo, em um estúdio alugado. Para dar continuidade ao projeto, ele contrata um colega para ser par com Yeonghye em um filme sexualmente explícito. Quando o cunhado pergunta se os dois terão uma relação sexual real, seu colega fica com vergonha e vai embora. Yeonghye declara que se sentiu excitada por causa das flores que foram pintadas no corpo do homem. Sabendo deste fato, o cunhado pede, posteriormente, a um colega para pintar flores em seu corpo e vai para a casa de Yeonghye, onde os dois se envolvem e ele filma a relação sexual deles. Inhye, sua esposa, descobre o filme e liga para os serviços de emergência, alegando que seu marido e sua irmã não estão mentalmente bem. Ele pensa em pular da varanda, provavelmente para a morte, mas permanece "enraizado no local" e é escoltado para fora do prédio pelas autoridades.

### Árvores em Chamas
Inhye continua sendo o único membro da família a apoiar Yeonghye após seu declínio físico e mental. Ela se separa do marido após os eventos do ato anterior e é deixada para cuidar do filho, além de sua irmã em deterioração. Conforme o comportamento de Yeonghye piora, ela é internada em um hospital psiquiátrico em Mount Ch'ukseong, onde, apesar de receber tratamento de alto nível para mania, ela se comporta gradualmente mais como uma planta. Em uma ocasião, ela escapa do hospital e é encontrada em uma floresta "encharcada de chuva como se ela própria fosse uma das árvores brilhantes". Inhye constantemente remoi a dor de lidar com seu divórcio e com os cuidados do filho, começa a apresentar sinais de sua própria depressão e instabilidade mental. Ela visita a irmã regularmente e continua tentando fazê-la comer. Yeonghye desistiu totalmente de se alimentar, e quando Inhye testemunha os médicos a alimentando à força e ameaçando sedação para evitar o vômito, Inhye morde a enfermeira que a segurava e agarra sua irmã. Inhye e Yeonghye são levadas de ambulância para um hospital diferente, e Inhye observa as árvores enquanto elas passam.

## Desenvolvimento

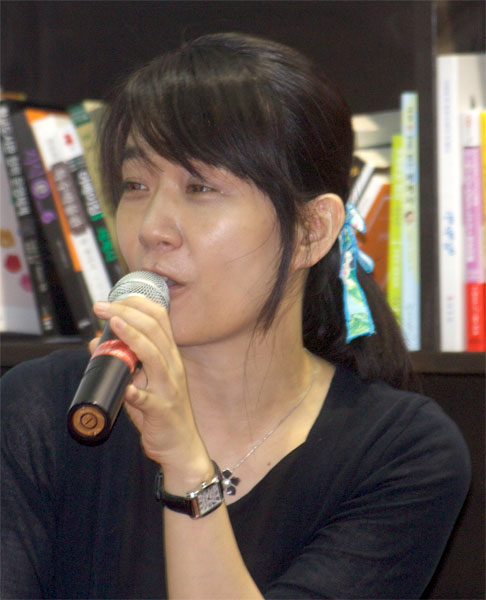
O livro de Han Kang se tornou o primeiro livro a ser premiado na nova edição do Man Booker International Prize.

Han Kang teve a ideia de escrever sobre plantas durante seu período na universidade, quando se deparou com a obra do escritor e poeta sul-coreano Yi Sang. Em particular, ela ficou impressionada com a citação "Eu acredito que os humanos deveriam ser plantas". As imagens oníricas de Yi Sang são espelhadas no retrato surrealista e pictórico da rebelião pessoal de Yeonghye, protagonista de A Vegetariana. Enquanto escrevia seu livro, Han Kang refletia sobre as questões da violência humana e a (im)possibilidade da inocência, onde Yeonghye representa o profundo desespero e dúvida sobre a humanidade ao virar as costas à violência, abandonando seu próprio corpo humano e se transformando em uma árvore.
A imagem de uma mulher se transformando em uma planta foi inspirada em um conto que a autora escreveu em 1997, onde uma mulher literalmente se transforma em uma planta. Posteriormente, Han Kang retrabalhou em cima da imagem em seu livro A Vegetariana, mas de uma forma mais sombria e feroz. A autora recebeu ajuda de um videoartista para escrever a segunda parte do livro e visitou um hospital psiquiátrico através da apresentação de um médico, para auxiliar no desenvolvimento do terceiro ato.

## Temas
O romance foi escrito em uma linguagem direta e lida com diversos temas, tais como: loucura, erotismo bizarro, terror, humanidade, violência, misoginia, abandono, violência física e sexual. A autora, no entanto, defende que o livro não se trata de uma acusação singular ao patriarcado coreano, mas sim uma maneira dela mesma lidar com suas dúvidas sobre a possibilidade e a impossibilidade da inocência neste fundo frente à violência humana, as definições sobre sanidade e loucura, a empatia e a compreensão do outro e o corpo como último refúgio ou última determinação.

## Recepção
Em maio de 2016, o livro ganhou o Man Booker International Prize, e a autora e a tradutora da edição inglesa, Deborah Smith, dividiram o prêmio de 50.000 libras e um troféu. A obra foi a primeira a receber o prêmio depois deste ser repaginado em 2015, e foi considerada a maior vitória da literatura coreana traduzida desde que Kyung-Sook Shin, autora do livro "Por Favor, Cuide da Mamãe", ganhou o Man Asian Literary Prize, em 2012. Antes de ganhar o prêmio, A Vegetariana vendeu cerca de 20.000 cópias em nove anos desde sua primeira publicação. Em junho de 2016, a revista Time incluiu o livro em sua lista dos melhores livros de 2016.
Originalmente publicado como três novelas, Han afirma que A Vegetariana foi inicialmente recebido como "muito extremo e bizarro" por seus leitores. Desde então, tornou-se um best-seller com direitos de tradução vendidos em vinte países. Sua novela "A Mancha Mongólica", o segundo ato do livro, ganhou o Yi Sang Literary Prize em 2005, um dos prêmios literários de maior prestígio da Coreia do Sul.

#### Controvérsias da tradução inglesa
O livro foi traduzido do coreano para o inglês pela tradutora britânica Deborah Smith, e recebeu críticas em relação ao seu trabalho. Kim Wook-dong, professor de Literatura Inglesa na Universidade de Sogang acusou Smith de traduzir erroneamente algumas palavras e mudar o sentido de expressões e gírias, classificando o trabalho como "criativo". Um dos erros de vocabulário mais básicos, por exemplo, foi trocar a palavra "braço"(hangul: 팔; rr: pal) por "pé" (hangul: 발; rr: bal). Para Kim, embora a maioria dos erros não atrapalhem o enredo, o número de traduções incorretas é muito maior do que se espera de um tradutor profissional, e apesar disso, as críticas à tradução de Smith mal foram ouvidas fora da Coreia do Sul. Inúmeros outros artigos foram publicados na mídia sul-coreana, revelando erros, omissões e embelezamentos cometidos na tradução inglesa. É observado no livro todo o embelezamento de advérbios, superlativos e outras escolhas de palavras enfáticas que não estão no original, concluindo-se que a tradutora tomou liberdades significativas com o texto. Especula-se que algumas passagens foram omitidas na tradução devido ao nível de conhecimento da língua e da cultura coreana por parte da tradutora. Além disso, foram encontrados problemas de tradução excessiva, onde a tradutora incluiu algumas sentenças inexistentes no original, muito provavelmente para auxiliar a leitura do público de língua inglesa que não seria entendido com tanta facilidade. Porém, a tradutora vai além quando inclui informações sobre certos aspectos históricos que não são mencionados na obra original.

## Prêmios
| Ano  | Prêmio                         | Observações | Referência    |
| ---- | ------------------------------ | --- | ------------- |
| 2005 | Yi Sang Literary Prize         | Concedido a A Mancha Mongólica, publicado originalmente na revista literária sul-coreana Literature & Society em 2004, que foi incluído posteriormente no romance de 2007 | [ 7 ]         |
| 2016 | Man Booker International Prize | Compartilhado pela autora Han Kang e pela tradutora Deborah Smith | [ 10 ] [ 11 ] |
| 2019 | 24º Premio San Clemente        | | [ 20 ] [ 21 ] |

## Adaptações
Em 2009, o livro A Vegetariana foi adaptado para um filme dramático com o mesmo nome pelo diretor de arte Lim Woo-Seong, com Chae Min-seo, Woo-seong, Kim Young-jae, Kim Yeo-jin e Park Sang-yeon. Foi produzido pela Blue Tree Pictures e Rudolf Film em associação com a Sponge Entertainment.